# Хуари Бумедијен
Хуари Бумедијен, правим именом Мохамед Бен Брахим Бухаруба (23. август 1932 — 27. децембар 1978), био је вођа Револуционарног већа од 1965. године до 1976. године и други председник Алжира од 1976. године до 1978. године.

## Биографија
Рођен је 1932. године у провинцији Гуелма. Школовао се у Исламском институту у Константину. Прикључио се Фронту националног ослобођења 1955. године и усвојио ратно име Хуари Бумедијен. Добио је чин пуковника и 1960. постао заповедник војног крила ФЛН-а.
У процесу осамостаљења Алжира 1961. године, први председник Ахмед Бен Бела поставио је Бумедијена за министра одбране. Нису му се свиђале Бен Белине реформе, па га је у јуну 1965. године срушио с власти у бескрвном пучу. Укинуо је устав и парламент, а он сам је био вођа Револуционарног већа, нове институције која је управљала државом. Чланови већа су углавном били из редова војске. Првобитно није имао превише утицаја, али након што је група војних официра покушала да га свргне 1967. године, учврстио је своју власт.
Бумедијен је у привреди напустио Бен Белину социјалистичку политику усмерену према алжирском селу и покренуо индустријализацију под државном контролом. Нафтна индустрија је национализована 1971. године, а сав новац од нафте и плина улаган је у развој индустрије. Бумедијен је планирао да од Алжира направи индустријски центар Магреба. Од 1970-их је почео да примењује више социјалистичких реформи и укључио поједине алжирске комунисте у своју администрацију.
Од 1970-их је покренуто постепено обнављање парламентаризма и цивилних институција у Алжиру. Овај процес завршио је усвајањем новог устава 1976. године. Функција председника је поновно успостављена, па је Будемијен преузео то место. Алжир је и даље био једнопартијска држава на челу с владајућим Фронтом националног ослобођења.
Бумедијен је током своје владавине подупирао несврстаност и одржавао добре односе са Источним блоком и Западом. Залагао се за јачање утицаја земаља Трећег света кроз деловање у Покрету несврстаних. Подупирао је и финансирао бројне ослободилачке покрете у Африци и арапском свету, као што су Палестинска ослободилачка организација, Афрички национални конгрес и Југозападноафричка народна организација. Бумедијен је 1975. године дао подршку народу Западне Сахаре у остварењу права на самоопредељење. Дао је уточиште избеглицама из Западне Сахаре и пружао помоћ борцима Полисарија. Од 1973. године до 1976. године био је четврти генерални секретар Покрета несврстаних.
Бумедијен се од 1978. године све ређе појављивао у јавности. Након неуспешног лечења ретке болести, Валденстремове макроглобулинемије, умро је 27. децембра 1978. године. Њега је на месту председника наследио Шадли Бенџедид, као компромисно решење између лево и десно оријентисаних војних официра.